# Kronprinz (Dieseltriebwagen)
Der südwestafrikanische Dieseltriebwagen „Kronprinz“ der Otavi Minen- und Eisenbahn-Gesellschaft war ein Schienenfahrzeug, das in der frühen Hälfte des 20. Jahrhunderts in der damaligen Kolonie Deutsch-Südwestafrika, dem heutigen Namibia, zum Einsatz kam.

## Etymologie
Der Triebwagen wurde nach dem damaligen Kronprinzen des Deutschen Reichs benannt.

## Geschichte
Die Beschaffung des Dieseltriebwagens „Kronprinz“ erfolgte in den 1900er Jahren, einer Zeit, in der die deutsche koloniale Administration aktiv die Verkehrsinfrastruktur des Territoriums ausbaute.

## Technische Spezifikationen
Er verfügte über einen leistungsfähigen Dieselmotor, der eine höhere Geschwindigkeit und eine bessere Treibstoffeffizienz als seine dampfbetriebenen Vorgänger bot. Dieser verhalf ihm auch zu einem Geschwindigkeitsrekord von 137 Kilometern pro Stunde, womit er bis heute der schnellste Zug des Nachfolgerstaats Namibia ist. Mit einer Länge von etwa 10 Metern bot der Triebwagen Platz für ungefähr fünf Fahrgäste sowie einen separaten Frachtraum. Seine Spurweite betrug 600 mm, die damals in Deutsch-Südwestafrika verbreitete Feldbahnspur.

## Einsatz
Der „Kronprinz“ wurde hauptsächlich auf der Strecke zwischen Windhoek und Swakopmund eingesetzt, einer Schlüsselverbindung, die das Innere der Kolonie mit der Atlantikküste verband. Diese Route war sowohl für den Personenverkehr als auch für den Transport von Mineralien und anderen Gütern von entscheidender Bedeutung. Ein Einsatz auf der unvollendeten Ambolandbahn war geplant, konnte jedoch aufgrund des Ersten Weltkriegs und der mit dem Friedensvertrag von Versailles verbundenen Abtretung deutscher Kolonien nicht stattfinden.